# رئوس مطالب رایانه‌ها
نمای کلی رایانه‌ها (به انگلیسی: Outline of computers) یک بررسی کلی درباره موضوعات رایانه است.

## رایانه‌ها براساس اندازه
- رایانه بزرگ
  - ابر رایانه
- رایانه میانی (Midrange computer)
- رایانه شخصی
  - رایانه رومیزی
  - ریز رایانه
- رایانش موبایلی و دستگاه موبایل
  - تلفن هوشمند
  - رایانک
  - رایانه کیفی
- لوازم کامپیوتری
  - آی‌بی‌ام
- سامانه اطلاعاتی
  - تلفن هوشمند
  - تلویزیون هوشمند

## معماری رایانه
- تاریخ سخت‌افزار رایانه
- تاریخ هوش مصنوعی
- تاریخ علوم رایانه
- تاریخچه زبان‌های برنامه‌نویسی
- تاریخ اینترنت
- تاریخچه وب

### اجزای رایانه
- جعبه رایانه
- واحد منبع تغذیه
  - منبع تغذیه سوئیچینگ
  - منبع تغذیه بدون وقفه
- برد اصلی
  - سوپر آی/او
  - سیماس
  - چیپست
    - پل شمالی
    - پل جنوبی
- واحد پردازش مرکزی
  - واحد پردازش گرافیکی
  - حافظه دسترسی تصادفی
- حافظه فقط خواندنی
- دیسک نرم
- درایو دیسک سخت
  - دستگاه ورودی
    - صفحه‌کلید
      - صفحه شماره
      - پوسته صفحه کلید
      - بکلت کیبورد
      - توربو آفیس
        - فناوری صفحه‌کلید
        - صفحه‌کلید تابشی
        - صفحه‌کلید مجازی
        - صفحه‌کلید بی‌سیم

    - موشی
      - موشی نوری
      - موشی جادویی

    - قلم نوری
    - وب بین
    - پویشگر

  - دستگاه خروجی
    - نمایشگر رایانه
      - لامپ پرتوی کاتدی (CRT)
      - ال‌سی‌دی (LCD)
      - ال‌ئی‌دی (LED)
      - دیود نورگسیل ارگانیک (OLED)

    - بلندگوی رایانه
    - دوگوشی
      - هدست

    - چاپگر
      - چاپگر تصعید رنگ
      - چاپگر لیزری
      - چاپ سه‌بعدی

    - پلاتر